# Ferrovia George-Knysna
La ferrovia George-Knysna è una linea ferroviaria a binario unico, non elettrificata, della provincia sudafricana del Capo Occidentale. Collega le città di George e Knysna. Attualmente (2011) è interrotta e sospesa dall'esercizio ferroviario .

## Storia

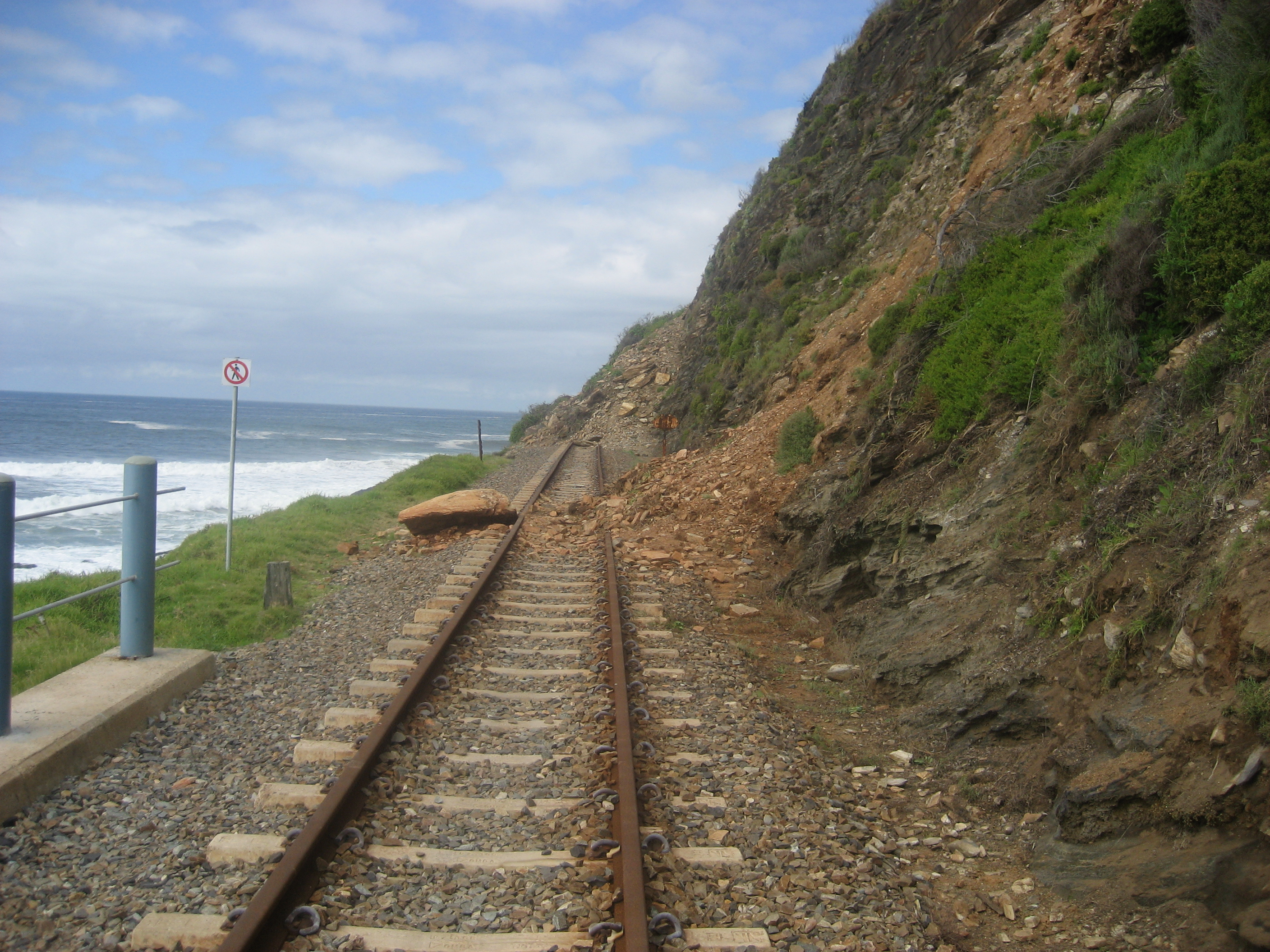
La frana del 2006, fotografata nel 2008

La linea, di 68 km, venne costruita nel periodo 1924-1928 e richiese l'impiego di notevoli risorse economiche a causa delle difficili condizioni orografiche. Il suo percorso spettacolare, lungo la costa della Garden Route, la rese una meta ambita per i turisti e gli appassionati di ferrovie. Dal 1992 il percorso venne ufficialmente dichiarato ferrovia-museo a vapore. Nel 2006 il percorso fu interrotto da una frana; in seguito sulla linea si abbatterono forti piogge e inondazioni che ne pregiudicarono la riapertura. Nonostante il grande afflusso turistico, che nel 2002 aveva raggiunto le 115.000 unità, le prospettive di una riapertura sembrano definitivamente tramontate, anche se si tratta di una delle ultime ferrovie esercite con trazione a vapore.

## Caratteristiche
La linea venne inaugurata con trazione a vapore e rimase con tale esercizio, a scopo turistico, fino alla chiusura al traffico. Vi circolava il treno Outeniqua Choo Tjoe composto di materiale d'epoca.

### Percorso

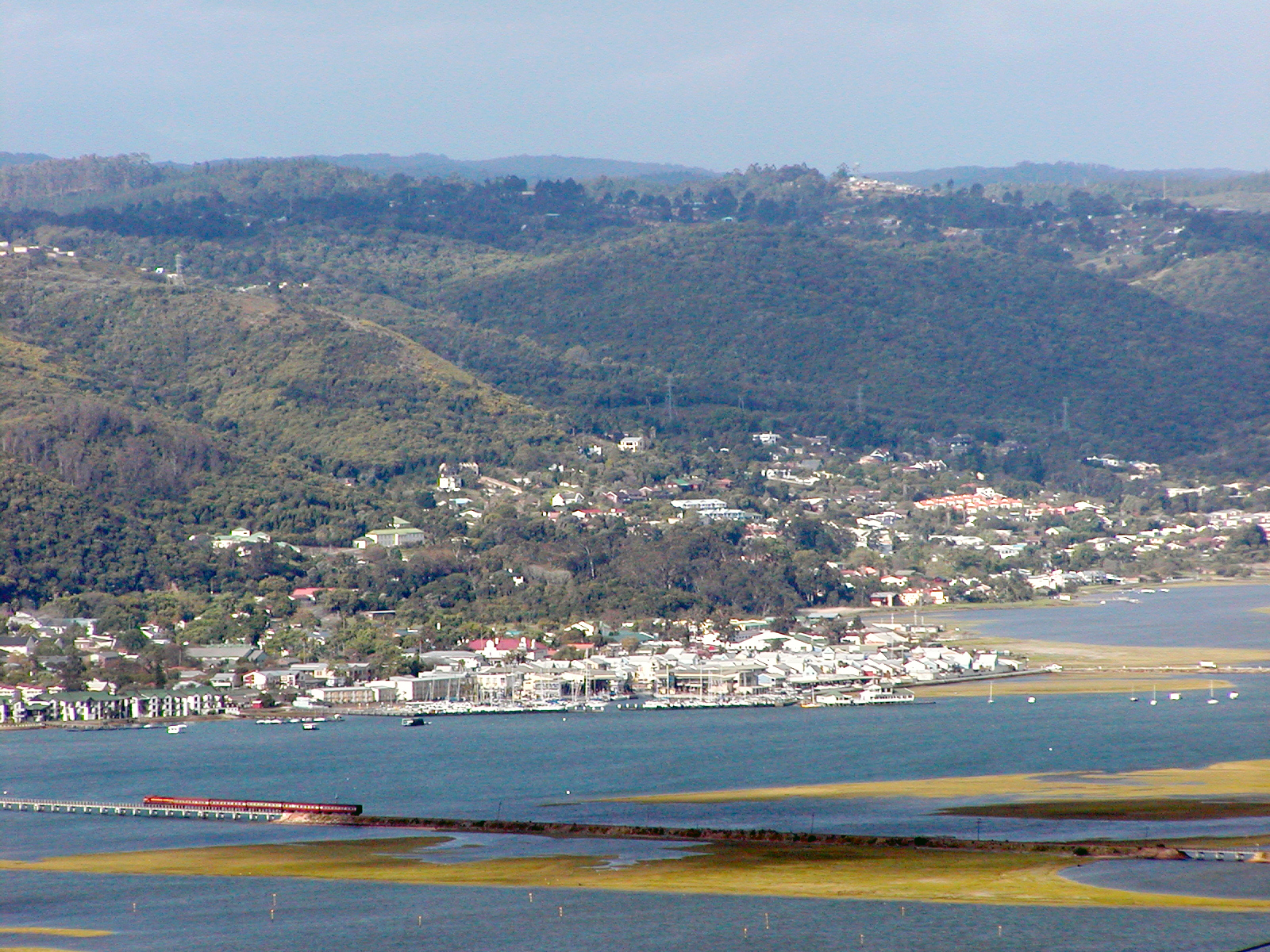
La laguna di Knysna attraversata dalla ferrovia

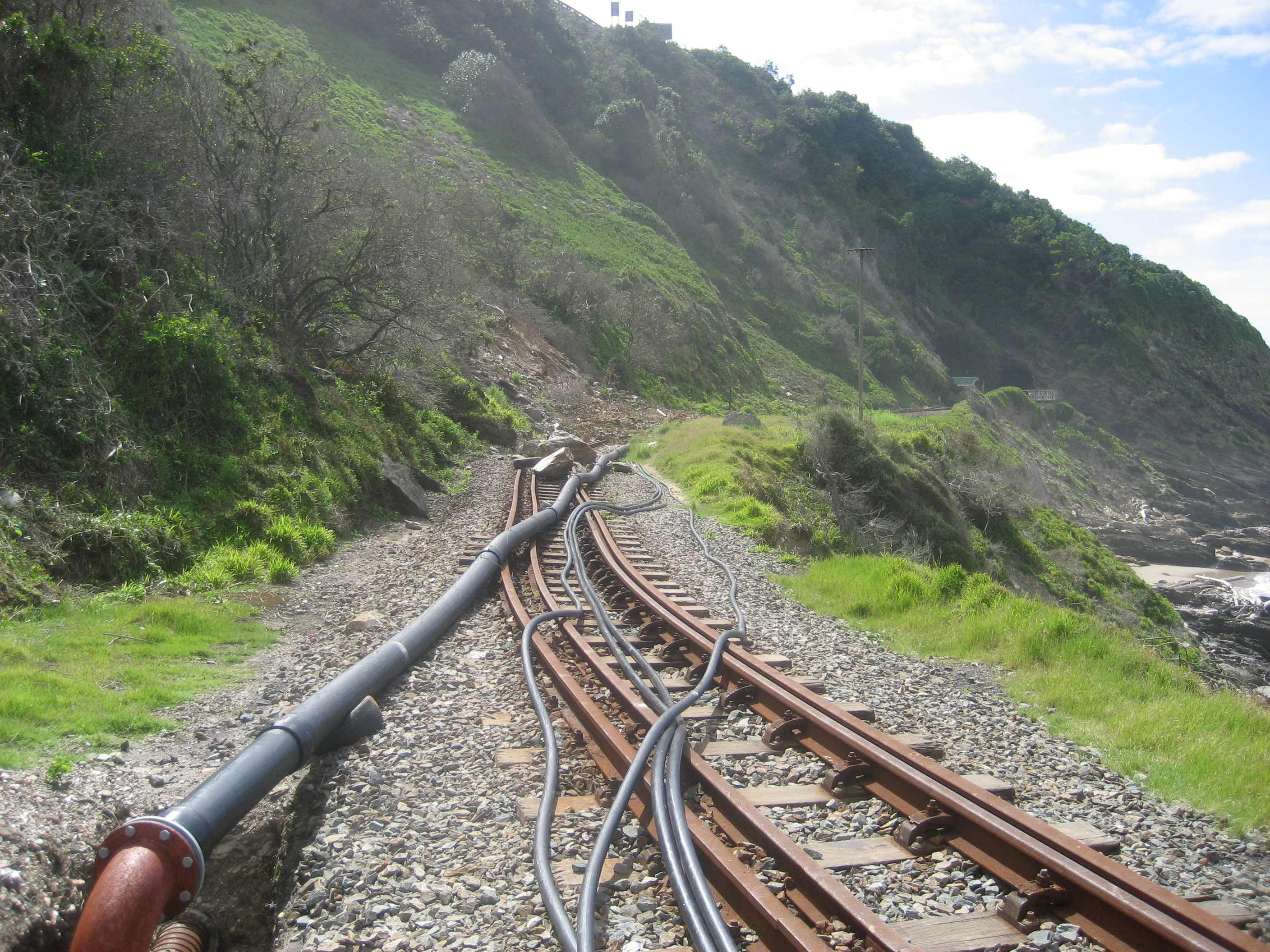
Smottamenti e frane nei pressi del Kaaimans river

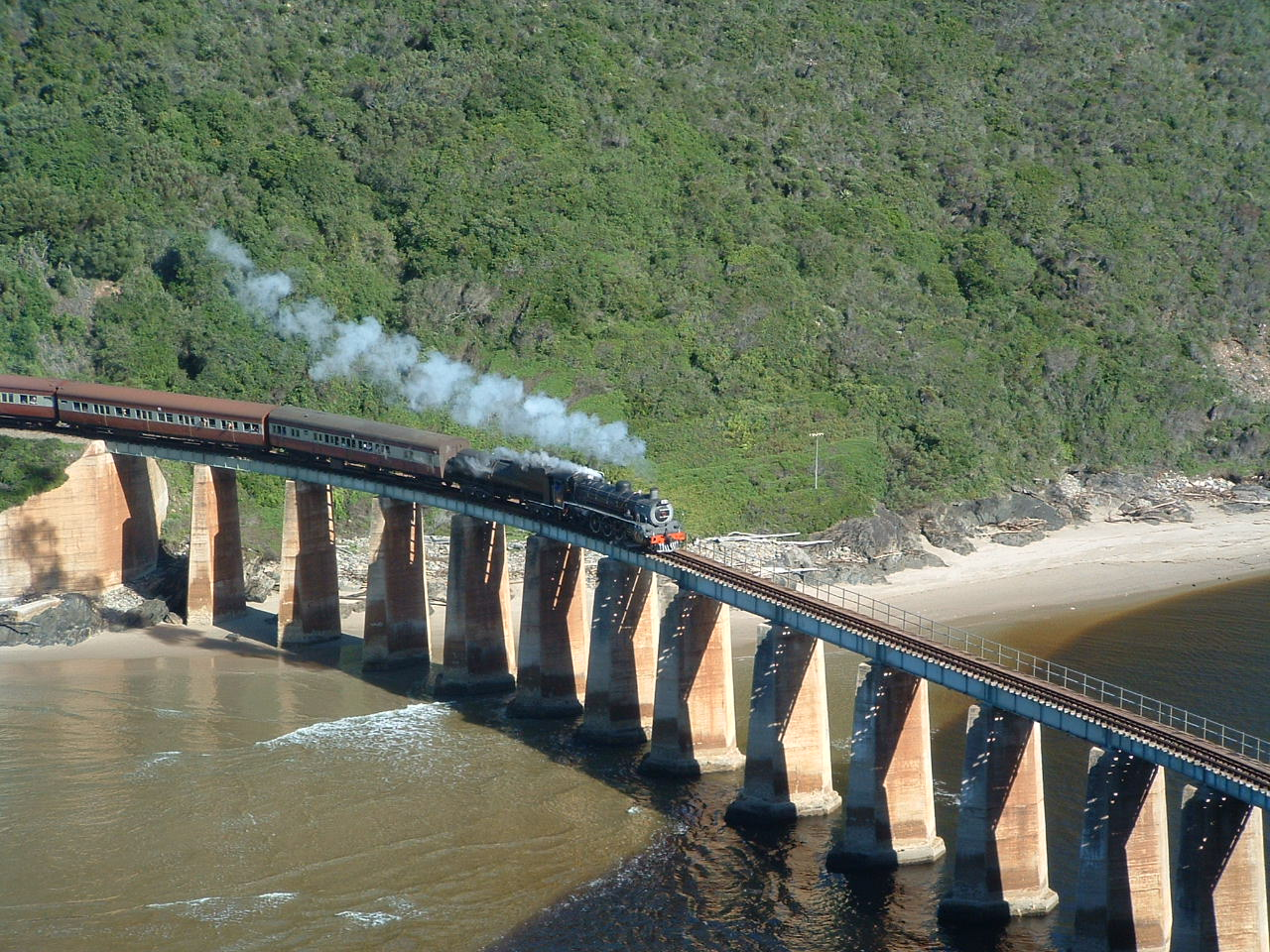
Viadotto sul Kaaimans River

| Straight track |

| Station on track |

| Unknown route-map component "ABZgr" |

| Unknown route-map component "xABZgl" |

| Unknown route-map component "exSBRÜCKE" |

| Unknown route-map component "exHST" |

| Unknown route-map component "exTUNNEL2" |

| Unknown route-map component "exTUNNEL2" |

| Unknown route-map component "exhKRZWae" |

| Unknown route-map component "exHST" |

| Unknown route-map component "exTUNNEL2" |

| Unknown route-map component "exBHF" |

| Unknown route-map component "exSBRÜCKE" |

| Unknown route-map component "exhKRZWae" |

| Unknown route-map component "exhKRZWae" |

| Unknown route-map component "exHST" |

| Unknown route-map component "exhKRZWae" |

| Unknown route-map component "exHST" |

| Unknown route-map component "exhKRZWae" |

| Unknown route-map component "exHST" |

| Unknown route-map component "exHST" |

| Unknown route-map component "exHST" |

| Unknown route-map component "exhKRZWae" |

| Unknown route-map component "exBHF" |

| Unknown route-map component "exHST" |

| Unknown route-map component "exSTRo" |

| Unknown route-map component "exhKRZWae" |

| Unknown route-map component "exBHF" |

| Unknown route-map component "exHST" |

| Unknown route-map component "exHST" |

| Unknown route-map component "exHST" |

| Unknown route-map component "exhKRZWae" |

| Unknown route-map component "exBHF" |

| Unknown route-map component "exKDSTe" |